# Relaciones Cuba-Palestina
Las relaciones Cuba-Palestina se refiere a las relaciones bilaterales entre la República de Cuba y el Estado de Palestina.

## Historia
En 1947, la delegación Cubana votó en contra de la adopción de la resolución de la ONU 181, la cual recomendó un Plan de Partición con Unión Económica para Palestina.
Luego del triunfo de la revolución cubana en 1959, especialmente durante la década del 70, el gobierno cubano concentró sus esfuerzos en ‘exportar la revolución’ a través del apoyo a ‘luchas fraternales de liberación nacional’ a través del tercer mundo. En específico, el liderazgo cubano consideró a la Organización para la Liberación de Palestina (OLP) como uno de los grupos revolucionarios más importantes en la batalla internacional contra el imperialismo. En los 1960s, representantes cubanos tuvieron reuniones con y ofrecieron entrenamientos militares a grupos de la resistencia palestina. En 1973, durante la cuarta conferencia de los Países No Alineados en Argelia, Fidel Castro anunció la ruptura de relaciones diplomáticas con Israel y el reconocimiento de la OLP, convirtiéndose en el primer país del continente americano en hacerlo. El año siguiente, Yasir Arafat fue recibido como jefe de estado del país y en 1975 se estableció una oficina representativa de la OLP en La Habana.
El fortalecimiento de relaciones diplomáticas a través de este periodo resultó en una serie de programas que buscaban construir solidaridad entre los ciudadanos de los dos países. Uno de estos programas fue el de becas ofrecidas por el gobierno cubano a estudiantes palestinos para realizar sus estudios dentro de la isla. El primer grupo de estudiantes llegó a Cuba en el 1975 y para 1980, 277 estudiantes palestinos se encontraban estudiando en Cuba. Además, en 1981, la oficina de la OLP fue convertida en una misión diplomática de acuerdo con la Convención de Viena sobre Relaciones Diplomáticas.
En años recientes, el gobierno cubano ha reafirmado su solidaridad con Palestina, inclusive uniéndose a la demanda de Sudáfrica contra Israel por genocidio en Palestina.